# Vinyla 2020
Vinyla 2020 je desátý ročník hudebních cen Vinyla. Vítězové byli vyhlášeni na slavnostním večeru v pražském Lucerna Music Baru, ale bez diváků. Večer moderoval Saša Michailidis.
Poprvé v historii cen byla vyhlášena také Cena Jany „Apačky“ Grygarové pro mladé hudební novináře do 27 let.

## Ceny a nominace

### Album roku
- Tábor – Liebe
- Amelie Siba – Dye My Hair
- Black Tar Jesus – Year Insane
- Květy – Květy Květy

### Objev roku
- 58G
- Amelie Siba – Dye My Hair
- Člověk krve
- Tábor – Liebe

### Počin roku
- aktivity labelu Divnosti
- Jednota Kalvárie
- kompilace Sing Sing Revolution Vol.1

### Cena Jany „Apačky“ Grygarové
- Aneta Martínková